# Arnaud Michel d'Abbadie
Arnaud-Michel d'Abbadie (24 de julio de 1815-8 de noviembre de 1893) Geógrafo francés, junto a su hermano mayor Antoine Thomson d'Abbadie, ambos realizaron notables viajes en Etiopía.  

## Biografía
Arnaud y Antoine nacieron en Dublín, de padre francés y madre irlandesa. Sus padres emigraron a Francia en 1818, y ambos hermanos recibieron una esmerada educación científica.
El joven Arnaud paso un tiempo en Argelia antes de que ambos hermanos, en 1837, iniciaran su viaje en Etiopía, desembarcando en Massawa en febrero de 1838. 
Ambos visitaron varias partes del país, incluyendo los entonces poco conocidos distritos de Ennarea y Kaffa, a veces junto a su hermano, y en otras ocasiones por separado. Ambos hermanos enfrentaron varias dificultades y muchas aventuras, y se vieron envueltos en intrigas políticas, especialmente Antoine, el cual ejerció gran influencia en favor de Francia y los misioneros católicos. Después de recolectar valiosa información acerca de geografía, geología, arqueología e historia natural de Etiopía, ambos regresaron a Francia en 1848, momento en que empezaron a preparar sus materiales para publicación.
Arnaud realizó otra visita a Ethiopia en 1853.
El conteo general de los viajes de ambos hermanos fue publicado por Arnaud en 1868 con el título de: Douze ans dans la Haute-Ethiopie.
Ambos hermanos recibieron la gran medalla de la Sociedad Geográfica de Paris en 1850.